# 辛普朗

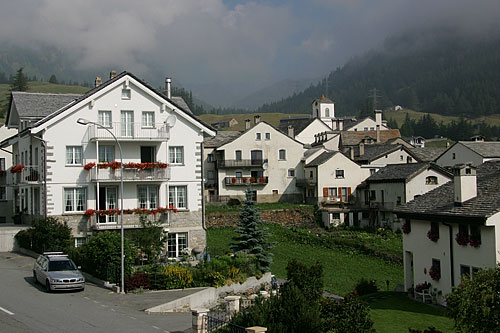

辛普朗（德语、法语：Simplon；意大利语：Sempione）是瑞士的城鎮，位於該國南部，由瓦萊州負責管轄，面積90.82平方公里，海拔高度1,476米，2011年人口329，九成半人口信奉羅馬天主教，人口密度每平方公里4人。